# ゲル電気泳動

上の画像は、アガロースゲルを用いた電気泳動中に、小さなDNAフラグメントが大きなDNAフラグメントよりも遠くまで移動する様子を示している。右のグラフは、DNAフラグメントの大きさと移動距離の非線形関係を示している。

ゲル電気泳動プロセスの説明図。ゲル電気泳動は、DNAサンプルに電流を流して、サンプル間の比較に利用できる断片を作成するプロセスである。
1) DNAを抽出する。
2) DNAの単離と増幅。
3) ゲルウェルにDNAを加える。
4) ゲルに電流を流す。
5) DNAの大きさごとにバンドが区切られる。
6) DNAバンドを染色する。

ゲル電気泳動（ゲルでんきえいどう、英: gel electrophoresis）は、高分子（DNA、RNA、タンパク質）とそのフラグメント（断片）を、その大きさや電荷に基づいて分離および分析する方法である。臨床化学では、タンパク質を電荷または大きさで分離するために用いられ、生化学および分子生物学では、DNAおよびRNAフラグメントの混合種個体群を長さで分離したり、大きさを推定したり、タンパク質を電荷で分離するために用いられる。
核酸分子は負に帯電しているため、電場を印加してアガロースまたは他の物質のマトリックスを通して移動させることで分離される。短い分子は、長い分子よりもゲルの細孔を通過しやすいため、速くそして遠くまで移動する。この現象はふるい分けと呼ばれる。タンパク質の場合は、ゲルの細孔が小さすぎてふるいにかけることができないため、アガロース中の電荷によって分離される。ゲル電気泳動は、ナノ粒子の分離にも利用できる。
ゲル電気泳動は、電流による荷電粒子の移動である電気泳動において、ゲルを対流媒質またはふるい媒質として使用するものである。ゲルは、電場の印加による熱対流を抑制し、分子の通過を妨げるふるい媒体としても機能する。また、ゲルは、電気泳動後の染色を行うために、単に分離状態を維持する役割も果たす。DNAゲル電気泳動は、通常、ポリメラーゼ連鎖反応（PCR）でDNAを増幅した後、分析目的で行われる他、質量分析、RFLP、PCR、クローニング、DNAシークエンシング、サザンブロットなどの他の方法を使用する前の分取技術として、さらなる特性評価のために利用される。

## 物理的基盤

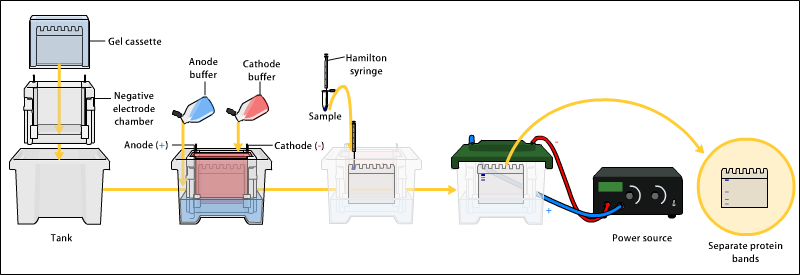
ゲル電気泳動の概要。

電気泳動（electrophores）とは、大きさに基づいて分子を選別するプロセスである。電場を利用して、アガロースやポリアクリルアミドで作られたゲルの中を、DNAなどの分子を移動させることができる。電場は、一方の端にある負の電荷と（ゲルを通して分子を押し出す）、もう一方の端にある正の電荷（ゲルを通して分子を引き出す）から構成されている。選別される分子は、ゲル材料のウェル（たて穴）内に分注する。このゲルを電気泳動室に入れ、電源に接続する。電場が印加されると、大きな分子はゲル内をゆっくりと移動し、小さな分子は速く移動する。
ここで言う「ゲル（gel）」という用語は、標的分子を含み、分離するためのマトリックスを指す。異なる大きさの分子は、ゲル上に明確なバンドを形成する。ほとんどの場合、ゲルは架橋ポリマーであり、その組成および多孔性は、分析対象物の特定の重量と組成に基づいて選択される。タンパク質や小さな核酸（DNA、RNA、オリゴヌクレオチド）を分離する場合、ゲルは通常、さまざまな濃度のアクリルアミドと架橋剤で構成され、さまざまな大きさのポリアクリルアミドのメッシュ状ネットワークを作成する。より大きな核酸（数100塩基を超える）を分離する場合に好ましいマトリックスは精製されたアガロースである。いずれの場合も、ゲルは固体でありながら多孔質のマトリックスを形成する。ポリアクリルアミドとは対照的に、アクリルアミドは神経毒であるため、中毒を避けるために適切な安全対策を講じて取り扱う必要がある。アガロースは、電荷を持たない炭水化物の長い非分岐鎖で構成されており、架橋がないため、大きな細孔を持つゲルとなり、高分子や高分子複合体の分離が可能である。
電気泳動とは、起電力（EMF）を利用して分子をゲルマトリックス内で移動させることを指す。ゲルのウェルに分子を入れて電場をかけると、すべての種の電荷対質量比（Z）が均一である場合、分子は主にその質量によって決定されるさまざまな速度でマトリックス内を移動する。しかし、電荷がすべて均一でない場合、電気泳動手順によって生成された電場によって、分子は電荷に応じて異なる移動をすることになる。正味の正電荷を持つ種は、負に帯電した陰極に向かって移動し（ガルバニ電池ではなく電解槽であるため）、一方、正味の負電荷を持つ種は正に帯電した陽極に向かって移動する。分子の質量は、これらの不均一に帯電した分子がマトリックス中をそれぞれの電極に向かう移動速度に影響する要因である。
ゲルの隣接したウェルに複数のサンプルを注入した場合、それらは個々のレーンで平行して走行する。各レーンでは、異なる分子に応じて、元の混合物から分離された成分を1成分につき1本の個別のバンドとして示す。成分の分離が不完全な場合は、バンドが重なったり、複数の未解決の成分を示す区別できないスミア（にじみ）が生じることがある。上流から同じ距離にある異なるレーンのバンドは、同じ速度でゲルを通過した分子を含んでおり、通常は、ほぼ同じ大きさであることを意味する。大きさが既知の分子の混合物を含む分子量マーカーを利用することができる。このようなマーカーを未知のサンプルと平行してゲルの1レーンに走らせれば、観察されたバンドを未知のものと比較してその大きさを決定することができる。バンドが移動する距離は、分子の大きさの対数にほぼ反比例する。
電気泳動技術には限界がある。ゲルに電流を流すと加熱するため、電気泳動中にゲルが溶けてしまうことがある。電気泳動は、電場によるpH変化を抑えるためにバッファー（緩衝液）中で行われる。これは、DNAやRNAの電荷がpHに依存しているために重要だが、長時間実行すると溶液の緩衝能力を使い果たすことがある。また、特に未知のタンパク質の分子量を求めようとする場合、ポリアクリルアミドゲル電気泳動（SDS-PAGE）による分子量の決定にも限界がある。特定の生物学的変数を最小化することは困難または不可能であり、電気泳動の移動に影響を与える可能性がある。そのような要因としては、タンパク質の構造、翻訳後修飾、およびアミノ酸組成があげられる。たとえば、トロポミオシンは、SDS-PAGEゲル上で異常に移動する酸性タンパク質である。この原因は、酸性残基が負に帯電したSDSに反発し、質量電荷比と移動が不正確になるためである。さらに、形態学的あるいはその他の理由によって、異なって調整された遺伝物質が互いに一貫して移動しない場合もある。

## ゲルの種類
もっとも一般的に使用されるゲルの種類は、アガロースゲルとポリアクリルアミドゲルである。それぞれのゲル種は、分析対象物の種類や大きさに適している。ポリアクリルアミドゲルは、通常、タンパク質に使用され、DNAの小さなフラグメント（5～500 bp（塩基対））に対して非常に高い分解力を持っている。一方、アガロースゲルは、DNAに対する分解力は低くなるが、分離範囲が広いため通常は50～20,000 bp程度のDNAフラグメントに使用され、パルスフィールドゲル電気泳動（PFGE）では6 Mb以上の分解能が得られる。ポリアクリルアミドゲルでは垂直方向に走行し、アガロースゲルでは水平方向にサブマリンモード（ゲルを緩衝溶液に沈めて電気泳動する）で走行するのが一般的である。また、アガロースは熱的に硬化するのに対し、ポリアクリルアミドは化学的な重合反応で形成されるなど、キャスティング（流し込み）方法にも違いがある。

### アガロース

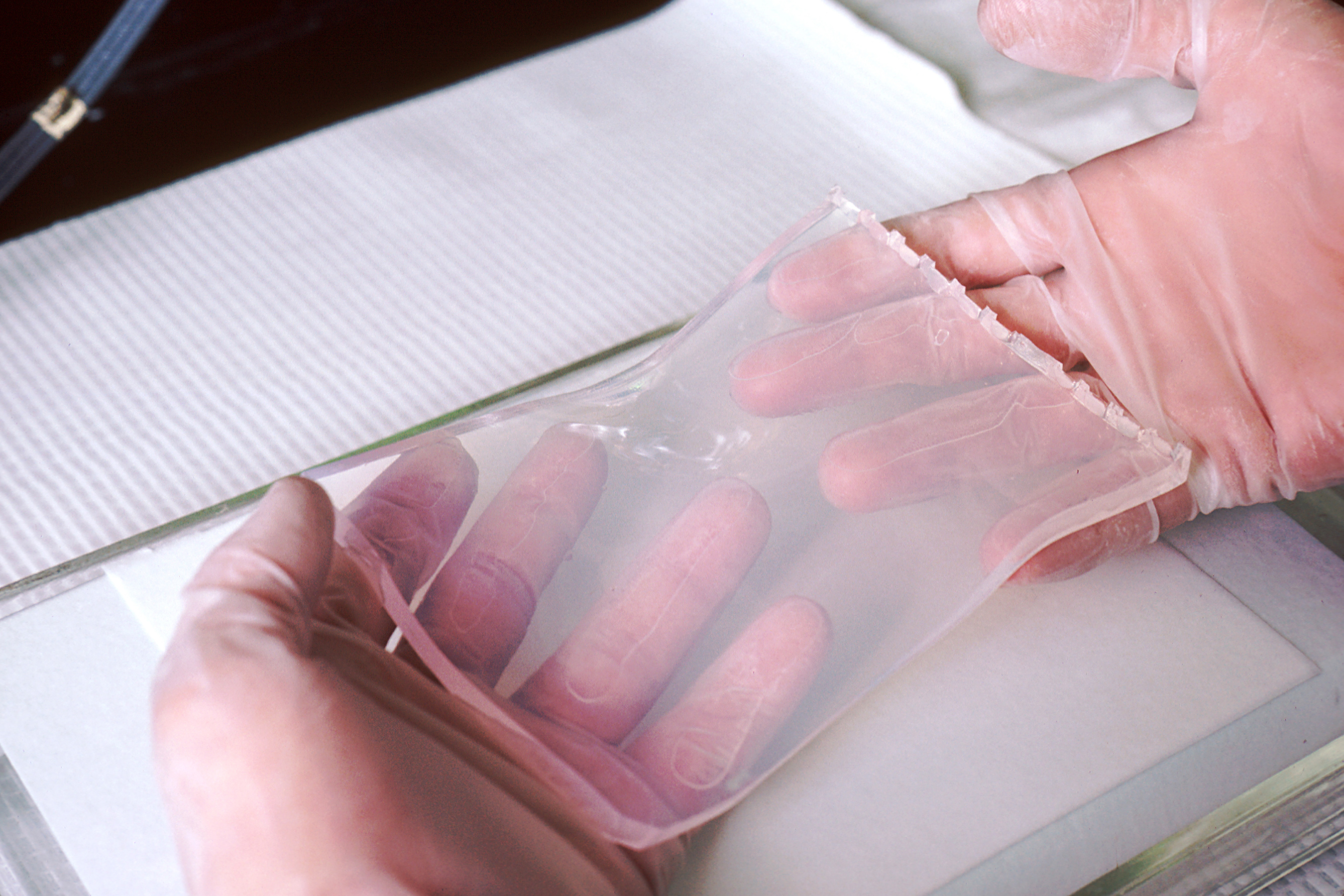
アガロースゲル

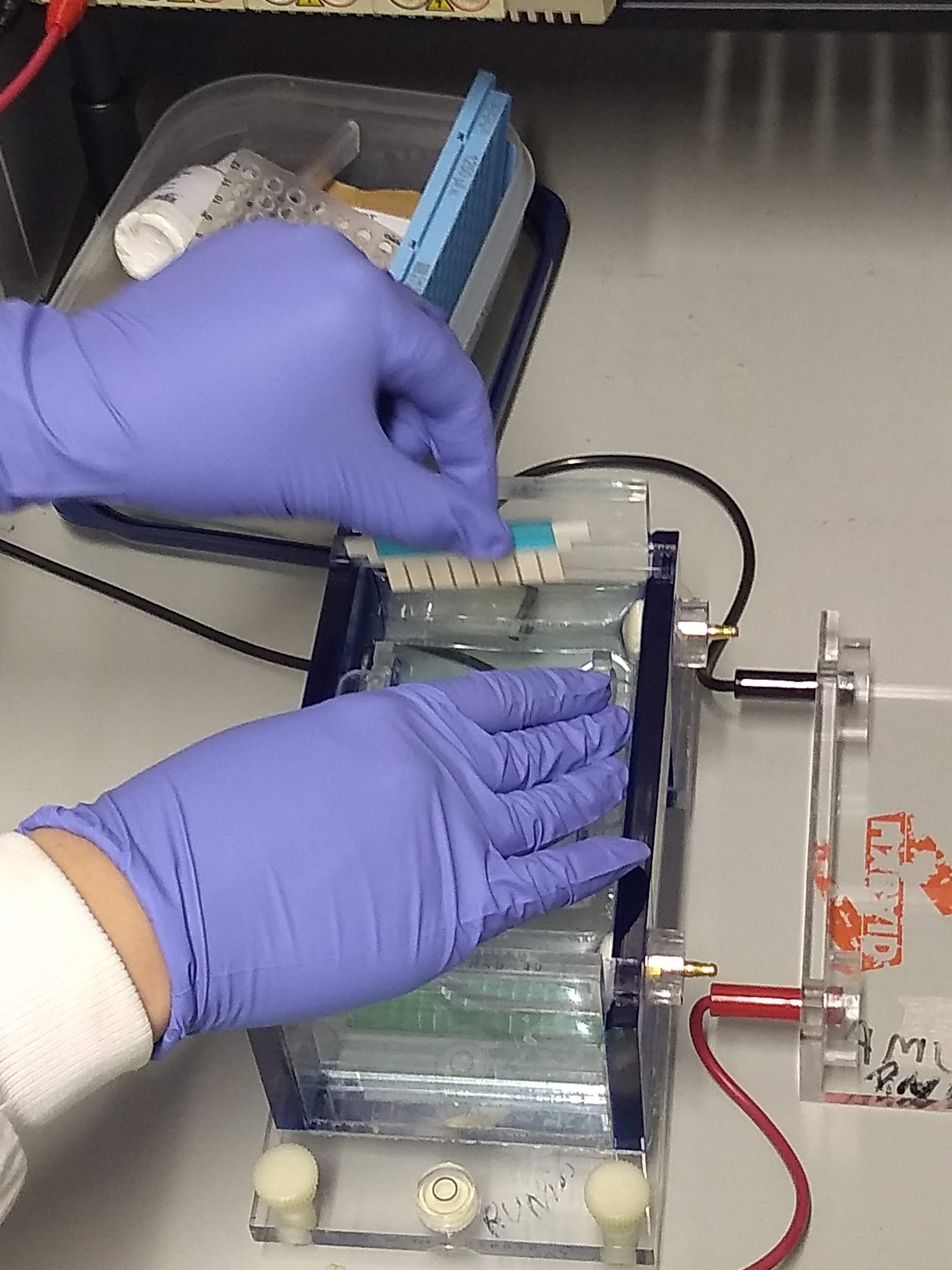
アガロースゲル電気泳動槽にゲルコームを挿入する

アガロースゲルは、海藻から抽出した天然の多糖類ポリマーから作られている。アガロースゲルは、化学的な変化ではなく物理的な変化でゲルが固まるため、他のマトリックスに比べてキャスティングや取り扱いが簡単である。また、サンプルの回収も容易である。実験終了後、得られたゲルはビニール袋に入れて冷蔵庫で保存することができる。
アガロースゲルの細孔径は均一ではないが、200 kDa以上のタンパク質の電気泳動に最適である。また、アガロースゲル電気泳動は、50塩基対から数メガ塩基（数百万塩基）までの範囲のDNAフラグメントの分離にも使用でき、その最大のものには専用の装置を必要とする。長さの異なるDNAバンド間の距離は、ゲル中のアガロースのパーセンテージ（割合）に影響を受け、パーセンテージが高いほどより長時間かかり、場合によっては数日が必要になる。代わりに、高パーセンテージのアガロースゲルをパルスフィールド電気泳動（PFE）またはフィールドインバージョンゲル電気泳動（FIGE）で実行する必要がある。
『ほとんどのアガロースゲルは、0.7%（5～10 kbの大きなDNAフラグメントを良好に分離または解像する）から2%（0.2～1 kbの小さなフラグメントを良好に解像する）のアガロースを電気泳動用のバッファーに溶かして作られている。非常に小さなフラグメントを分離するためには最大3%で使用できるが、この場合は垂直ポリアクリルアミドゲルの方が適している。低いパーセンテージのゲルは非常に弱く、持ち上げようとすると壊れることがある。高いパーセンテージのゲルはしばしば脆く、均一に固まらない。1%のゲルは多くの用途で一般的である。』

### ポリアクリルアミド
ポリアクリルアミドゲル電気泳動（Polyacrylamide gel electrophoresis、PAGE）は、ポリアクリルアミドゲルの均一な細孔径を利用して、大きさが5～2,000 kDaのタンパク質を分離する方法である。ゲルの細孔径は、アクリルアミドとビスアクリルアミド粉末の濃度を調整することで管理される。アクリルアミドは液体や粉末の形態では強力な神経毒であるため、この種類のゲルを作成するときは注意を要する。
マキサム-ギルバート法やサンガー法などの従来のDNAシークエンシング技術では、ポリアクリルアミドゲルを使用して、長さが1塩基対の異なるDNAフラグメントを分離し、その配列を読み取ることができる。現在では、ほとんどの最新のDNA分離法はアガロースゲルを使用している（特に小さなDNAフラグメントは除く）。これは現在、免疫学およびタンパク質分析の分野で最もよく用いられており、異なるタンパク質や同じタンパク質のアイソフォームを別々のバンドに分離するためによく使われる。これらをニトロセルロースやPVDF膜に転写し、ウェスタンブロットのように抗体や対応するマーカーでプローブ（探索）することができる。
一般的に分離ゲルは、6%、8%、10%、12%、または15%で作成される。その分離ゲルの上にスタッキングゲル（5％）を流し込み、ゲルコームを挿入するウェルを形成し、タンパク質、サンプルバッファー、およびラダーを配置するレーンを定義する）。選択されるパーセンテージは、サンプル内で識別またはプローブしたいタンパク質の大きさによって異なる。判明している分子量が小さいほど、使用するパーセンテージは高くなる。ゲルの緩衝系を変更すると、非常に小さい大きさのタンパク質をさらに分離することができる。

### デンプン
部分加水分解されたデンプンは、タンパク質電気泳動用のもう一つの非毒性媒体になる。そのゲルは、アクリルアミドやアガロースよりもわずかに不透明である。非変性タンパク質を、電荷や大きさに応じて分離することができる。これらは、ナフトールブラックまたはアミドブラック染色を用いて可視化される。一般的なデンプンゲルの濃度は5%～10%である。

## ゲルの状態

### 変性ゲル

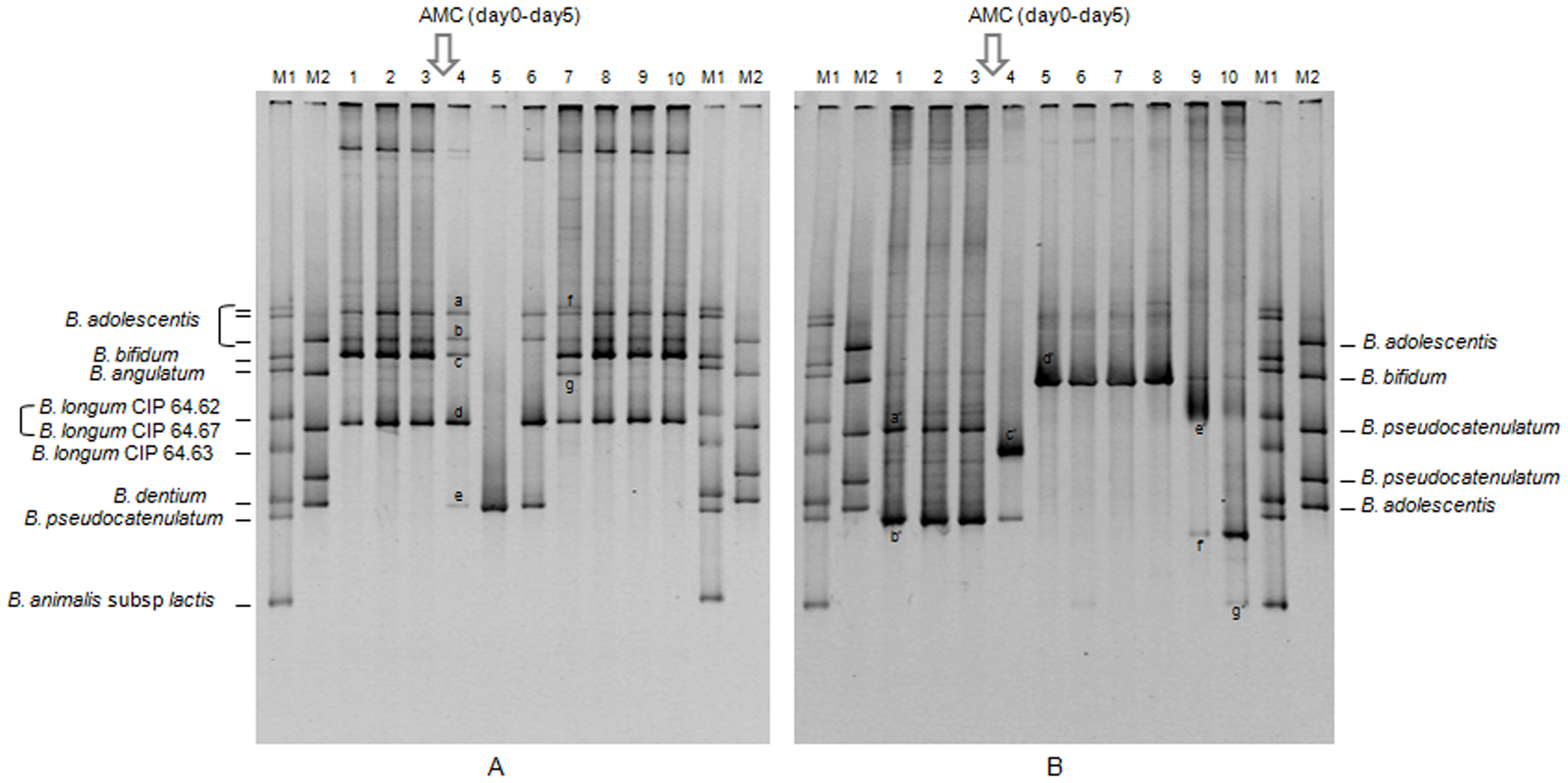
健康なボランティア2名（AおよびB）に対するAMC（経口アモキシシリン-クラブラン酸）投与前後の糞便サンプルのビフィズス菌多様性を表すTTGEプロファイル

変性ゲル（denaturing gels）は、分析対象物の天然構造を破壊して、線型鎖に展開する条件下で実行する。したがって、各高分子の移動度は、その鎖長と質量電荷比にのみ依存する。このように、生体分子構造の二次、三次、四次構造が破壊され、一次構造のみが分析対象となる。
核酸は尿素を含む緩衝液で変性させることが多く、タンパク質はSDS-PAGEプロセスの一環としてドデシル硫酸ナトリウム（SDS）を使用して変性させることが多い。また、タンパク質を完全に変性させるためには、タンパク質の三次構造や四次構造を安定化させる共有ジスルフィド結合を還元する必要もあり、この方法を還元PAGEという。還元条件は通常、β-メルカプトエタノールやジチオトレイトールの添加によって維持される。タンパク質サンプルでは、還元PAGEが最も一般的なタンパク質電気泳動の形式である。
RNAの分子量を適切に推定するためには変性条件が必要である。RNAはDNAよりも多くの分子内相互作用を形成でき、その結果、電気泳動移動度が変化することがある。RNAの構造を破壊する変性剤として、尿素、DMSO、グリオキサールがもっともよく使用される。もともとRNA電気泳動の変性には毒性の強い水酸化メチル水銀がよく使われており、サンプルによってはこの方法が選択されることもある。
変性ゲル電気泳動は、DNAおよびRNAのバンドパターンに基づく方法である温度勾配ゲル電気泳動法（TGGE）や変性剤濃度勾配ゲル電気泳動法（DGGE）で使用される。

### 天然ゲル

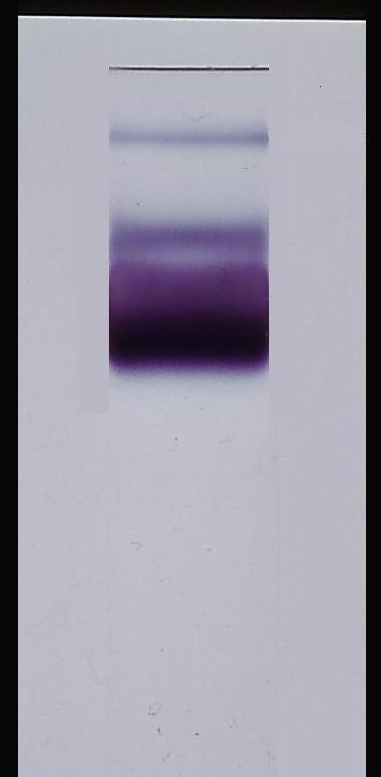
特異的な酵素結合染色： 熱帯熱マラリア原虫（Plasmodium falciparum）に感染した赤血球中のグルコース-6-リン酸デヒドロゲナーゼアイソザイム

天然ゲル（native gels）は、分析対象物の天然構造が維持されるように、非変性条件で実行される。これにより、折りたたまれた、あるいは組み立てられた複合体の物理的な大きさが移動度に影響を与え、生体分子構造の4つのレベルすべてを分析することができる。生体サンプルでは、界面活性剤は細胞内の脂質膜を溶かすために必要な範囲でのみ使用する。複合体は、ほとんどの場合、細胞内と同じように結合し、折りたたまれたままである。ただし、1つの欠点は、分子の形状や大きさが移動度にどのように影響するかを予測することが難しいため、複合体がきれいに、または予測どおりに分離しない可能性である。この問題を特定して解決することが分取電気泳動（QPNC-PAGE）の主要な目的である。
変性ゲル法とは異なり、天然ゲル電気泳動は負担のかかる変性剤を使用しない。そのため、分離される分子（通常はタンパク質または核酸）は、分子量や固有の電荷だけでなく断面積も異なり、全体的な構造の形状に応じて異なる電気泳動力を受けることになる。タンパク質は天然状態のままなので、一般的なタンパク質染色試薬だけでなく、特異的な酵素結合染色でも可視化することができる。
天然ゲル電気泳動の応用としての具体的な実験例には、タンパク質精製時にサンプル中の酵素の存在を確認するために酵素活性を調べることがあげられる。たとえば、タンパク質アルカリホスファターゼの場合、染色液はトリス緩衝液に4-クロロ-2-2メチルベンゼンジアゾニウム塩と3-ホスホ-2-ナフトエ酸-2'-4'-ジメチルアニリンを混合したものである。この染色液は、ゲルを染色するためのキットとして市販されている。タンパク質が存在する場合、反応のメカニズムは以下の順序で行われる。まず、アルカリホスファターゼによる3-ホスホ-2-ナフトエ酸-2'-4'-ジメチルアニリンの脱リン酸化から始まる（反応には水が必要）。リン酸基が放出され、水からアルコール基に置換される。求電子試薬である4-クロロ-2-2メチルベンゼンジアゾニウム（ファストレッドTRジアゾニウム塩）がアルコール基を置換し、最終生成物である赤色アゾ染料を形成する。その名前のとおり、これは反応の最終的な可視赤色生成物である。学部でのタンパク質精製の実験では通常、結果を可視化して精製が成功したかどうかを結論づけるために、市販の精製サンプルと隣り合わせてゲルを実行する。
プロテオミクスやメタロミクスでは、天然ゲル電気泳動が一般的に用いられる。けれども、ネイティブPAGEは、一本鎖高次構造多型分析のように、未知の変異について遺伝子（DNA）をスキャンするのにも使われる。

## バッファー
ゲル電気泳動では、電流を流すイオンを供給し、pHを比較的一定に維持するために、バッファー（緩衝液）を使用する。これらのバッファーには、電気を通すために必要なイオンが多く含まれている。蒸留水やベンゼンのようなものにはイオンがほとんど含まれていないので、電気泳動での使用には不向きである。電気泳動では、さまざまな種類のバッファーが使用されている。最も一般的なものは、核酸用のトリス/酢酸塩/EDTA（TAE）、トリス/ホウ酸塩/EDTA（TBE）である。他にも多くのバッファーが提案されており、たとえば、PubMedではホウ酸リチウム（LB）がまれに使われ、等電点ヒスチジン、pK適合グッドバッファーがある。ほとんどの場合、理論的根拠とされているのは、イオン移動度に一致するより低い電流（より少ない発熱）であり、これによりバッファー寿命を長くする。ホウ酸塩の問題点は、ホウ酸塩がRNAに含まれるようなシス型ジオールと重合あるいは相互作用することがある。TAEの緩衝能力は最低であるが、大きなDNAに対して最も優れた分解能を発揮する。これは、より低い電圧と多くの時間を意味するが、より良い結果である。LBは比較的新しく、5 kbp以上のフラグメントの分離には効果がない。ただし導電性が低いため、はるかに高い電圧（最大35 V/cm）で使用でき、定型の電気泳動の分析時間が短かくなることを意味する。極めて低い伝導率の媒体（1 mMのホウ酸リチウム）を使用した3%アガロースゲルでわずか1塩基対の大きさの違いを分離できた。
ほとんどのSDS-PAGEタンパク質分離は、ゲル内のバンドの鮮明さを大幅に向上させる不連続バッファーシステム（またはDISC）を使用して行われる。不連続ゲルシステムでの電気泳動では、電気泳動の初期段階でイオン勾配が形成され、すべてのタンパク質が単一の鋭いバンドに集中する等速電気泳動と呼ばれるプロセスが起こる。タンパク質の大きさによる分離は、ゲルの下部にある「分離」領域で行われる。この分離ゲルは通常、細孔径が非常に小さいため、タンパク質の電気泳動移動度を決定するふるい分け効果が得られる。

## 視覚化
電気泳動が完了した後、ゲル内の分子を染色して可視化（目に見えるように）することができる。DNAは、臭化エチジウムを用いて可視化することができ、DNAに挿入された臭化エチジウムは紫外線下で蛍光を発する。タンパク質は、銀染色やクマシーブリリアントブルー色素を用いて視覚化することができる。また、他の方法を使用して、ゲル上の混合物の成分の分離を可視化することもできる。分離する分子に放射能が含まれている場合、たとえばDNAシークエンシングのゲルでは、ゲルのオートラジオグラムを記録することができる。多くの場合、Gel Docシステムを使用してゲルの写真を撮ることができる。

## 下流側工程
分離後、等電点電気泳動やSDS-PAGEなどの追加の分離方法を用いてもよい。その後、ゲルを物理的に切断し、各部分からタンパク質複合体を別々に抽出する。その後、各抽出物は、ゲル内消化の後、ペプチドマスフィンガープリンティングやde novoペプチドシークエンシングなどによって分析することができる。これにより、複合体中のタンパク質の同一性に関する多くの情報を得ることができる。

## 用途
- 制限酵素消化後のDNA分子の大きさの推定（例 クローンDNAの制限マッピング）。
- PCR産物の分析（たとえば、分子遺伝子診断や遺伝子指紋法）
- サザン法前に制限処理されたゲノムDNAの分離、またはノーザン法前のRNAの分離。

ゲル電気泳動は、法化学、分子生物学、遺伝学、微生物学、生化学の分野で使用されている。その結果は、紫外線とゲルイメージング装置でゲルを可視化することで、定量的に分析できる。この画像をコンピュータ制御のカメラで記録し、関心のあるバンドまたはスポットの強度を測定し、同じゲルにロードされた標準物質やマーカーと比較する。測定と分析は、主に専用のソフトウェアで行われる。
実行する分析の種類に応じて、ゲル電気泳動の結果と合わせて他の手法を導入することが多く、分野に応じた幅広い用途を提供する。

### 核酸

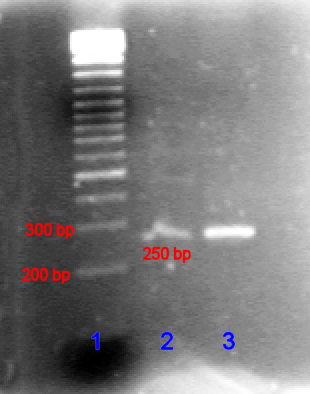
PCR産物をDNAラダーと比較したアガロースゲル。

核酸の場合、負電極から正電極への移動の方向は、糖-リン酸主鎖が持つ自然の負電荷によるものである。
二本鎖DNAフラグメントは本来長い棒のように振るまうので、ゲル内での移動はその大きさに比例し、環状フラグメントの場合はその断面回転半径に比例する。ただし、プラスミドのような環状DNAは複数のバンドを示すことがあり、移動速度は、弛緩しているか高次コイルであるかによって異なる。一本鎖のDNAやRNAは、複雑な形状の分子に折りたたまれ、その三次構造に基づいて複雑な挙動でゲル内を移動する傾向がある。そこで、水酸化ナトリウムやホルムアミドなどの水素結合を破壊する薬剤を用いて核酸を変性させ、再び長尺の棒として振るまえるようにする。
大きなDNAまたはRNAのゲル電気泳動は、通常、アガロースゲル電気泳動によって行われる。ポリアクリルアミド製のDNAシークエンシングゲルの例は、サンガー法の「鎖切断法」を参照のこと。核酸またはフラグメントのリガンド相互作用による特性評価は、移動度シフトアフィニティー電気泳動によって行うことができる。
RNAサンプルを電気泳動することで、ゲノムDNAの混入や、RNAの分解を確認することができる。真核生物のRNAは、28sおよび18s rRNAの明瞭なバンドを示し、28sバンドは18sバンドの約2倍の強度を示す。分解したRNAは、バンドが鮮明ではなく、外観が不鮮明で、強度比は2:1未満である。

### タンパク質

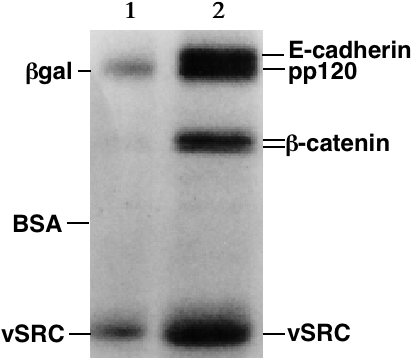
SDS-PAGEオートラジオグラフィー - 表示されたタンパク質は、2つのサンプル内で異なる濃度で存在する。

タンパク質は核酸とは異なり、電荷が変化したり、形状が複雑のため、サンプルに負から正の起電力を印加しても、ポリアクリルアミドゲルへの移動速度が一様でないか、またはすべて移動しない場合がある。そのため、タンパク質は通常、ドデシル硫酸ナトリウム（SDS）などの界面活性剤の存在下で変性され、タンパク質は負電荷で覆われる。一般的に、結合するSDSの量はタンパク質の大きさに比例するので（通常、タンパク質1 gあたり1.4 gのSDS）、その結果、変性したタンパク質は全体的に負の電荷を持ち、すべてのタンパク質が同様の電荷対質量比を持つようになる。変性したタンパク質は複雑な三次構造を持たず、長い棒のように振るまうので、結果として得られたSDSで覆われたタンパク質がゲル内を移動する速度は、その大きさにのみ相対的であり、電荷や形状には関連しない。
タンパク質の分析には、通常、ドデシル硫酸ナトリウムポリアクリルアミドゲル電気泳動（SDS-PAGE）、天然ゲル電気泳動、分取電気泳動（QPNC-PAGE）、または二次元電気泳動が用いられる。
リガンド相互作用による特性評価は、エレクトロブロッティング、アガロースでのアフィニティー電気泳動、またはキャピラリー電気泳動を使用し、結合定数の推定やレクチン結合によるグリカン（糖鎖）含有量などの構造的特徴を決定することができる。

### ナノ粒子
ゲル電気泳動の新たな用途として、金属または金属酸化物のナノ粒子（Au、Ag、ZnO、SiO2など）の大きさ、形状、表面化学的に関して、分離したり特徴評価することがあげられる。その目的は、より均質なサンプル（たとえば、粒度分布がより狭い）を得ることであり、これをさらなる製品/プロセスに使用することができる（たとえば、自己組織化プロセスなど）。ゲル内でのナノ粒子の分離では、メッシュサイズに対する粒子径が重要なパラメータであり、粒子径{\displaystyle \ll }メッシュサイズの無制限メカニズムと、粒子径がメッシュサイズに近い制限メカニズムの2つの移行メカニズムが確認された。

## 歴史
- 1930s - ゲル電気泳動にショ糖を使用した最初の報告
- 1955 - デンプンゲルの導入、並の分離（Smithies）[13]
- 1959 - アクリルアミドゲルの導入。ディスク電気泳動（OrnsteinとDavis）。細孔径や安定性などのパラメータの正確な制御（RaymondとWeintraub）
- 1966 - 寒天ゲルの最初の使用[26]
- 1969 - 変性剤の導入、特にSDSによるタンパク質サブユニットの分離（WeberおよびOsborn）[27]
- 1970 - T4ファージの28成分をスタッキングゲルとSDSで分離（Laemmli）
- 1972 – 臭化エチジウム染色を施したアガロースゲル[28]
- 1975 - 2次元ゲル - 等電点電気泳動の後、SDSゲル電気泳動（O'Farrell）
- 1977 - シークエンシングでゲル使用
- 1983 - パルスフィールドゲル電気泳動（PFGE）で大きなDNA分子の分離が可能になる
- 1983 - キャピラリー電気泳動の導入
- 2004 - アクリルアミドゲルの重合時間を標準化し、天然タンパク質をきれいに、かつ予測可能に分離できる（Kastenholz）[29]

ミラン・ビア（Milan Bier）による電気泳動に関する1959年に出版された本には1800年代からの文献を引用されている。しかし、オリヴァー・スミティーズは多大な貢献をしている。ビアは次のように述べている。『スミティーズの方法は、… その独自の分離力のために、幅広い用途が見いだされている』。文脈から考えると、ビアはスミティーズの方法が改良されていると明らかに示唆している。

## 参照項目
- 電気泳動の歴史（英語版）
- 電気泳動移動度シフトアッセイ (EMSA)
- ゲル抽出
- 等電点電気泳動 (IEF)
- パルスフィールドゲル電気泳動（PFGE）
- Nonlinear frictiophoresis
- 二次元電気泳動
- SDD-AGE
- 酵素電気泳動（英語版）
- 高速並列タンパク質分解（英語版）[31]